# Hexenverfolgung in Thüringen
Für die Hexenverfolgung in Thüringen sind viele Hexenprozesse überliefert. Der meist dörflich geprägte thüringisch-fränkische Raum war eine Kernzone der deutschen Hexenverfolgungen.
Aus der Zeit zwischen 1526 und 1731 können in Thüringen über 1500 Fälle von Hexenverfolgung konstatiert werden.
Zwischen 1598 und 1631 wurde Thüringen mit kurzen Unterbrechungen von einer ersten und gut zehn Jahre später bis etwa 1700 von einer zweiten großen Verfolgungswelle erschüttert.
Um das Ausarten dieser Verfolgungswellen von staatlicher Seite zu verhindern, wurde die 1631 von dem Jesuiten Friedrich Spee anonym veröffentlichte Cautio Criminalis als Leitfaden zur Untersuchung und Beurteilung der jeweiligen Vergehen zu Rate gezogen. Die unterschiedliche Intensität der Verfolgung war unter anderem eine Folge individuell verschiedener Härte bei der Amtsausübung der betrauten Richter und Inquisitoren auf der Grundlage des als Hexenhammer bekannten Traktats des Dominikaners Heinrich Kramer. Das Henneberger und Coburger Land im Süden und Südwesten waren neben dem unteren Werratal Zentren dieser Verfolgungen.